# Jorden anropar
Jorden anropar är en svensk kortfilm från 2024, regisserad av Martin Fallhagen efter ett manus av Fallhagen och Tomas Norström, som bygger på TV-serien Tillbaka till Vintergatan från 2003.
Kortfilmen hade premiär den 21 mars 2024, på internationella Downs syndrom-dagen, på Slottsbiografen i Uppsala.

## Handling
Kortfilmen handlar om hur Kalle och hans kompisar från deras gruppboende befinner sig på en strand i Grekland när de får ett telefonsamtal från rymden. Det är Mira som ringer från rymdskeppet, hon är på väg till skogsplaneten Filione för att hälsa på deras vän Femman som känner sig ensam och hon ber Kalle att följa med.
Det är en lång resa till Skogsplaneten och efter ett tag börjar en längtan efter vardag, rutiner och den välkända hemmiljön att gro hos Kalles kompisar. Mira beslutar tillsammans med Berra att det är dags att åka hem. När skeppet landar på Jorden vägrar Kalle att lämna skeppet. Han saknar inte problemen och tjafset på boendet, och vill inte svika sin dröm om rymden och den ensamma Femman på Skogsplaneten.

## Rollista
- Philomène Grandin – Mira
- Anders Linder – Peo
- Martin Fallhagen – Kalle
- Viktor de Melenne– Kalle som barn
- Jonas Kruse – Berra, arbetare på boendet
- Terese Jansson – Sara
- Björn Pallin – Jonas
- Kristoffer Morath – Jerry
- Kristoffer Öhlund – fyllebjörnen
- Andreas Wik Holmström – gubben i bajamajan
- Jonas Sykfont – Femman (röst)
- Lasse Nohrstedt – berättarröst

## Produktion
Kortfilmen producerades av Lasse Nohrstedt för Wizworks Studios och planerades ursprungligen spelas in 2020 men sköts upp på grund av Covid-19-pandemin. Filmen spelades senare in under sommaren 2023 på Sandhammaren i Ystad, i Ystad studios, på en studentpub i Uppsala, i Ludvika och på Katarina kyrkogård i Stockholm där en minnesstund för Tomas Norström spelades in. Filmen har mottagit stöd från Film i Dalarna, Film i Uppland och Film i Skåne.
Det var ursprungligen tänkt att Tomas Norström, som också skrivit manuset, skulle spela rollen som Berra, arbetare på gruppboendet, men då denna avled i oktober 2021 spelas rollen istället av Jonas Kruse.
Musiken i filmen skrevs av Anders Wall som också skrev musiken till Tillbaka till Vintergatan.